# Monestir de Vratxeix
El monestir dels Quatre Màrtirs Sagragts de Vratxeix (en búlgar, Врачешки манастир „Свети Четиридесет мъченици“) és un monestir de l'Església Ortodoxa Búlgara en actiu que pertany a la Diòcesi de Lòvetx.
El monestir està localitzat a l'oest de la serralada dels Balcans, a 5 km a  l'oest de l'aldea de Vratxeix i a 10 km de la ciutat de Botevgrad, a la Província de Sofia.

## Història
El monestir fou fundat al segle XIII, durant el Segon Imperi Búlgar, arran de la significativa victòria búlgara a la batalla de Klokòtnitsa l’any 1230, quan l’emperador Ivan Asen II (r. 1218–1241) derrotà el dèspota de l'Epir Teodor Comnè Ducas. La batalla tingué lloc el dia dels Sants Quaranta Màrtirs de Sebaste, i l’emperador ordenà la construcció de nombroses esglésies i monestirs dedicats a aquests sants.
Inicialment, el monestir funcionava com un convent masculí, on els monjos es dedicaven a la transcripció i difusió de llibres litúrgics. Al segle XVII, s’hi establí una escola clandestina. El monestir fou incendiat en dues ocasions pels turcs otomans, al segle XV i novament al segle XVIII, la qual cosa provocà el seu abandonament fins a l’any 1890.
L’any 1891, sobre els antics fonaments, Vuno Markov —considerat el mestre constructor més notable de la regió de Botevgrad— edificà una església modesta, la qual marcà la restauració de la vida monàstica a la zona. El monestir tornà a funcionar inicialment com un convent de frares, però a partir de l’any 1937 començà a acollir monges Actualment, el monestir es troba actiu.

## Arquitectura i art
El monestir constitueix un conjunt format per esglésies, edificis residencials i construccions de caràcter comercial. L’església monàstica presenta una sola nau i un absis únic, amb un nàrtex interior i un debert, damunt del qual s’alça un campanar.

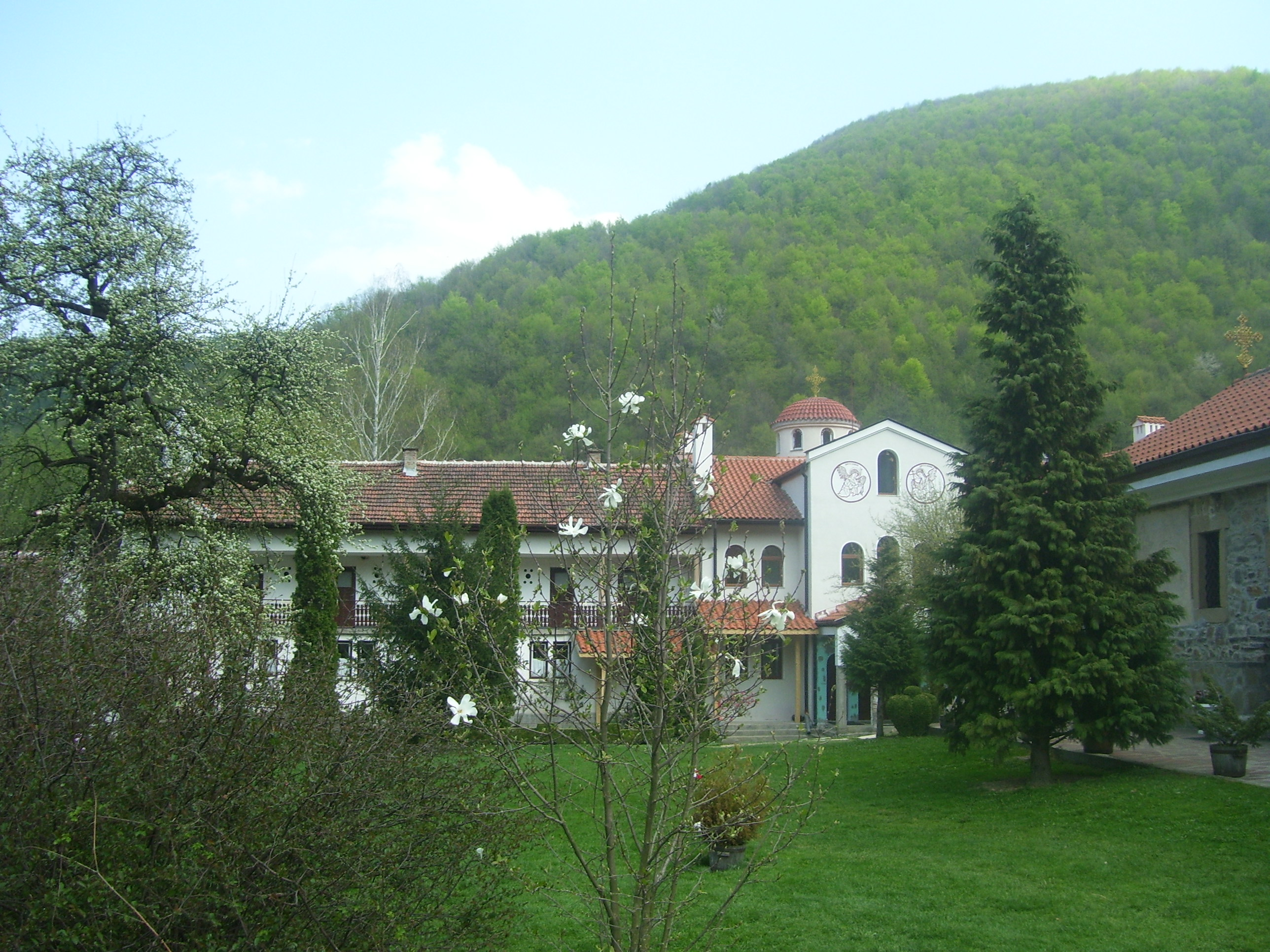

En un dels edificis residencials s’hi construí posteriorment una capella dedicada a sant Climent d’Òcrida, una de les figures més venerades del cristianisme búlgar. A poca distància del complex, a la riba dreta del riu, s'hi troba la font sagrada del monestir. Damunt del monestir s’eleva un turó escarpat, al cim del qual es conserven les restes de la fortalesa de Gradiste (també coneguda com Cheskovgrad).